# Departamento El Cuy
Das Departamento El Cuy liegt im Nordwesten der Provinz Río Negro im Süden Argentiniens und ist eine von 13 Verwaltungseinheiten der Provinz. 
Es grenzt im Norden an das Departamento General Roca, im Osten an das Departamento Avellaneda, im Süden an die Departamentos Nueve de Julio und Veinticinco de Mayo, im Westen an das Departamento Pilcaniyeu und im Nordwesten an die Provinz Neuquén. 
Die Hauptstadt des Departamento El Cuy ist das gleichnamige El Cuy.

## Geographie
Das Departamento grenzt im Norden an die Flüsse Río Limay und Río Negro, deren Täler fruchtbar sind. Nahezu der gesamte Rest der Region wird von den für Patagonien typischen trockenen Strauch- und Grassteppen geprägt. Das Klima ist arid bis semiarid.

## Bevölkerung

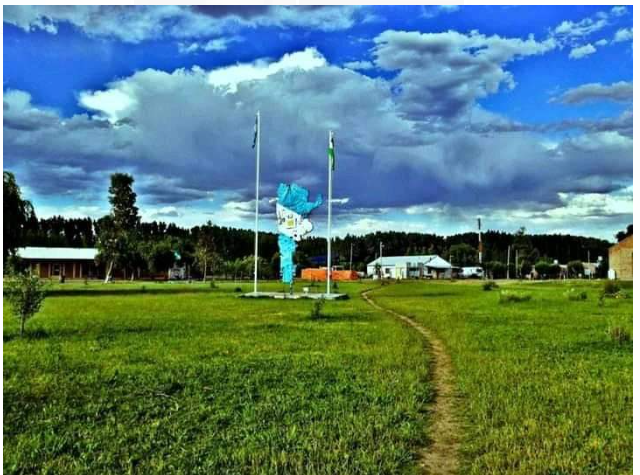
Valle Azul

### Übersicht
Das Ergebnis der Volkszählung 2022 ist noch nicht bekannt. Bei der Volkszählung 2010 war das Geschlechterverhältnis mit 2.887 männlichen und 2.393 weiblichen Einwohnern unausgeglichen mit einem deutlichen Männerüberhang.
Nach Altersgruppen verteilte sich die Einwohnerschaft auf 1.510 (28,6 %) Personen im Alter von 0 bis 14 Jahren, 3.300 (62,5 %) Personen im Alter von 15 bis 64 Jahren und 470 (8,9 %) Personen von 65 Jahren und mehr.

### Bevölkerungsentwicklung
Das Gebiet ist sehr dünn besiedelt und die Bevölkerungszahl war über Jahrzehnte rückläufig. Seit 1991 wächst die Einwohnerzahl stetig an. Die Schätzungen des INDEC gehen von einer Bevölkerungszahl von 7.052 Einwohnern per 1. Juli 2022 aus.
| Jahr | 1947  | 1960  | 1970  | 1980  | 1991  | 2001  | 2010  | 2022    |
| Einwohner                                                                                                | 5.055 | 3.556 | 3.287 | 3.631 | 3.486 | 4.252 | 5.280 | k. Ang. |
| Bevölkerungsentwicklung des Departements seit 1947; Quelle: Ergebnisse der Volkszählungen in Argentinien |       |       |       |       |       |       |       |         |

## Städte und Gemeinden

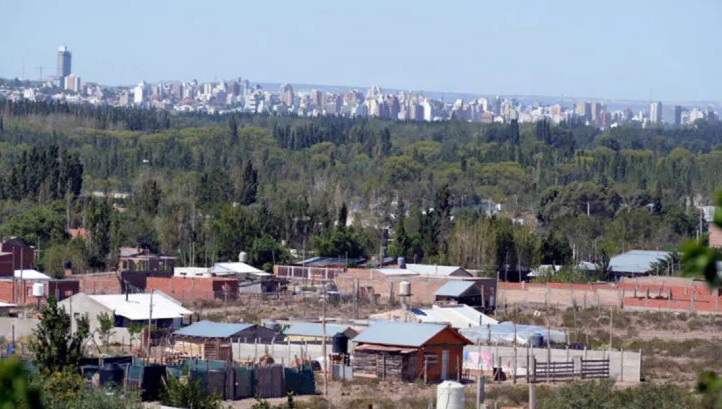
Las Perlas, im Hintergrund Neuquén

Das Departamento El Cuy ist sehr dünn besiedelt und weist nur wenige nennenswerte Ortschaften auf. Keine von ihnen weist eigenständig den Status eines Municipio (eine Gemeindeform erster Ordnung) auf; es handelt sich meist um Comisiones de Fomento (Landgemeinden). Über 400 Einwohner fassten bei der Volkszählung 2010 die Orte Valle Azul (936) im Nordosten und El Cuy (498) im zentralen Teil, geringer ist die Einwohnerzahl von Aguada Guzmán, Cerro Policía, Mencué und Naupa Huen.
Ein Sonderfall ist Las Perlas im Norden, mit 2182 Einwohnern (2010) der Ort mit den meisten Einwohnern im Departamento, das administrativ zur Stadt Cipolletti gehört, deren Zentrum allerdings im Departamento General Roca liegt. Auch ein kleiner Teil der Stadt General Roca liegt in El Cuy. Weitere Siedlungen ohne eigenen Gemeindestatus sind Chasicó, Lonco Vaca, Paso Córdoba und Trica Co.